# أحمد عمر باني
أحمد عمر باني هو عقيد في سلاح الجو الليبي اشتهر عقب انشقاقه عن المجلس الوطني الانتقالي. شغل في وقت لاحق منصب المتحدث باسم وزارة الدفاع الليبية.